# Molophilus (Molophilus) cingulipes
Molophilus (Molophilus) cingulipes is een tweevleugelige uit de familie steltmuggen (Limoniidae). De soort komt voor in het Australaziatisch gebied.